# Centriscidae
I Centriscidae sono una famiglia di pesci d'acqua salata dell'ordine dei Syngnathiformes.

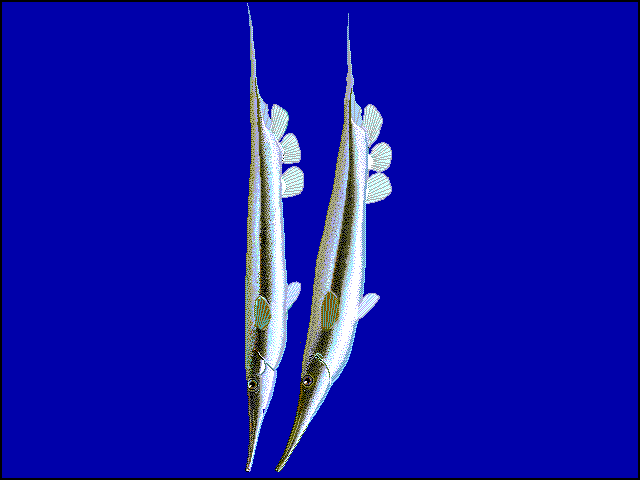
Aeoliscus strigatus

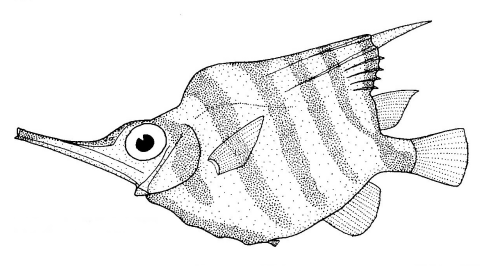
Centriscops humerosus

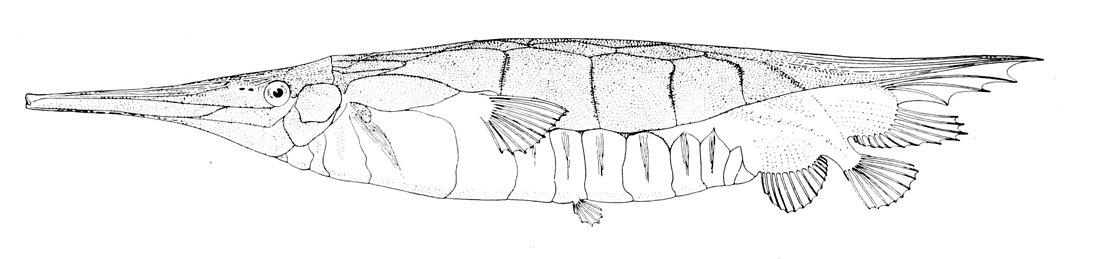
Centriscus cristatus

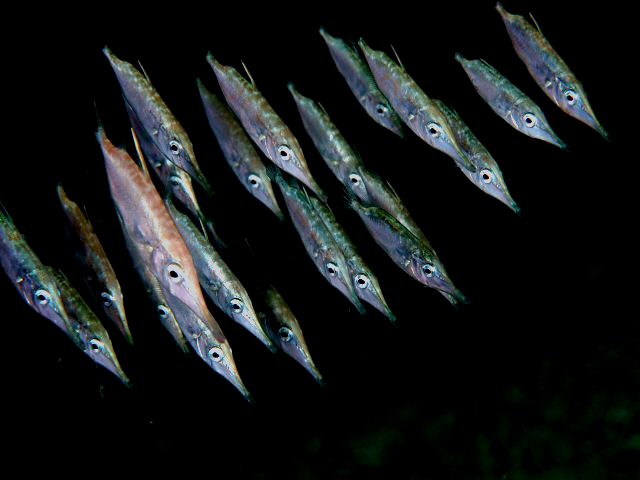
Macroramphosus scolopax

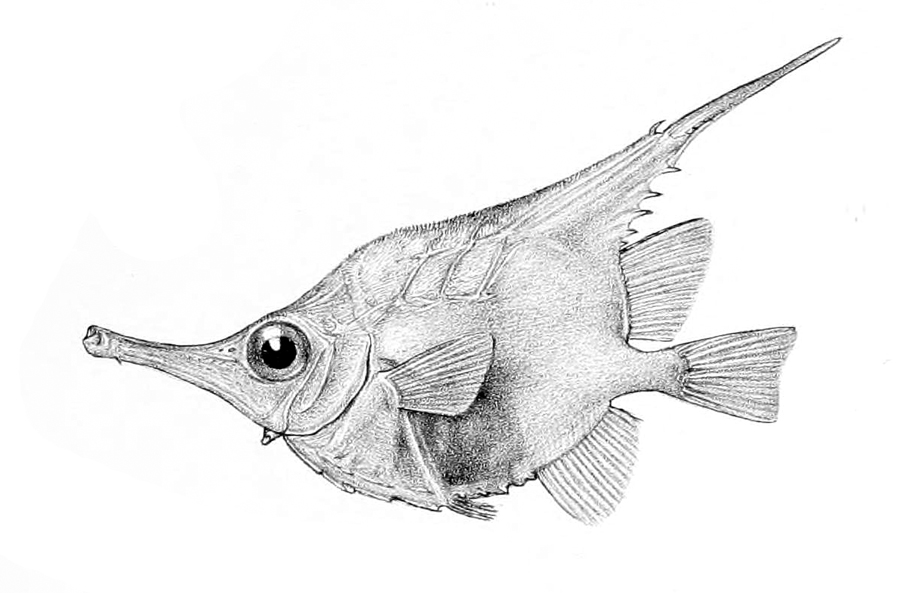
Notopogon xenosoma

## Distribuzione e habitat
Le specie dei generi Aeoliscus e Centriscus sono diffusi nelle parti tropicali degli oceani Indiano e Pacifico mentre gli altri sono diffusi in tutti i mari a latitudini subtropicali o temperate. Entrambi i generi, nel corso del Cenozoico, abitavano anche il Mediterraneo, così come le forme estinte Aeoliscoides e Paramphisile. Nel mar Mediterraneo si trova la specie Macroramphosus scolopax.
Vivono sia nelle regioni costiere tropicali coralline che a profondità maggiori.

## Descrizione
L'aspetto di questi pesci è piuttosto difforme, caratteri sempre presenti sono il muso allungato a tubo (come nella generalità dei Syngnathiformes), l'assenza di linea laterale, il corpo piatto e sottile a rasoio coperto di piastre ossee trasparenti e il primo raggio della pinna dorsale molto robusto e ingrossato; nei Centriscus e negli Aeoliscus questo raggio è posto in orizzontale in continuazione del corpo, dove negli altri pesci è posta la pinna caudale mentre la pinna dorsale, la pinna caudale e la pinna anale sono situate sul bordo ventrale del corpo. Nelle altre specie le pinne sono nella loro posizione normale e il corpo è più alto.
Alcune specie superano di poco i 30 cm.

## Biologia
Aeoliscus strigatus e altre specie si mimetizzano tra gli aculei dei ricci di mare. Nuotano in posizione verticale, Sono planctofagi.

## Acquariofilia
Alcune specie tropicali vengono allevate in acquario.

## Specie
La famiglia è divisa in due sottofamiglie:

### Centriscinae
- Genere Aeoliscus
  - Aeoliscus punctulatus
  - Aeoliscus strigatus
- Genere Centriscops
  - Centriscops humerosus
- Genere Centriscus
  - Centriscus cristatus
  - Centriscus scutatus

### Macroramphosinae
- Genere Macroramphosus
  - Macroramphosus gracilis
  - Macroramphosus scolopax
- Genere Notopogon
  - Notopogon armatus
  - Notopogon fernandezianus
  - Notopogon lilliei
  - Notopogon macrosolen
  - Notopogon xenosoma

Oltre alle forme attuali, vi sono parecchie forme estinte, come Paramphisile e Aeoliscoides, ritrovati nel famoso giacimento di Bolca risalente all'Eocene (50 milioni di anni fa).